# 크발피외르뒤르

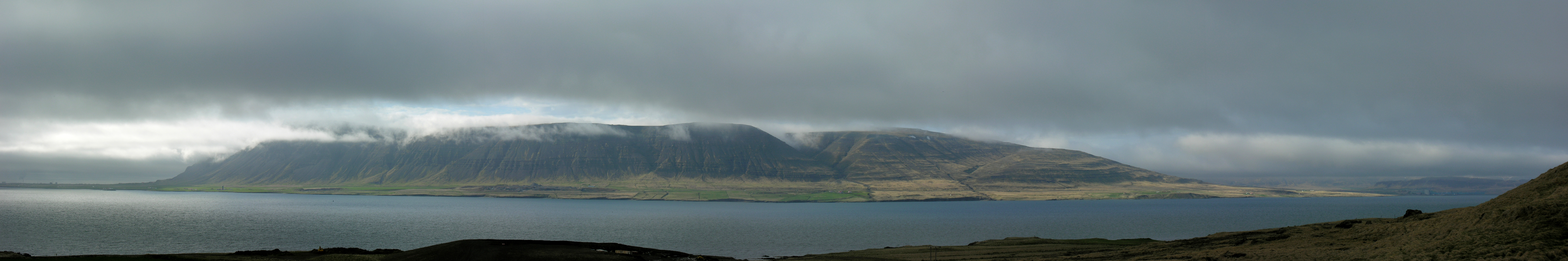

크발피외르뒤르(아이슬란드어: Hvalfjörður)는 아이슬란드 서부에 있는 피오르이다. 모스펠스베어와 아크라네스 사이에 위치해 있으며, 길이 약 30km, 폭 5km이다.